# A Grande Pesca
A Grande Pesca é um álbum de estúdio da cantora Beatriz, sendo o seu terceiro trabalho pela gravadora MK Music, lançado em março de 2015.
O álbum foi produzido por Silvinho Santos e traz  composições de nomes como Denner de Souza, Gislaine e Mylena, Anderson Freire, Jorge Binah, Cláudio Louvor, Vanilda Bordieri, Júlio Freire e Edmar Santana. Traz também a participação da dupla Sérgio Marques e Marquinhos na música "Porta de Vitória".
A canção que dá nome ao álbum foi escolhida como primeira de trabalho e ganhou versão videoclipe.

## Faixas
1. A Grande Pesca
2. Tem Vitória
3. Fiança
4. Além dos Limites Humanos
5. Fale com Deus
6. História de Vitória
7. Povo que só Tem Vitória
8. De Glória em Glória
9. Monitorado por Deus
10. Porta da Vitória (ft. Sérgio Marques e Marquinhos)

## Clipes
| Música         | Lançamento          |
| -------------- | ------------------- |
| A Grande Pesca | 30 de abril de 2015 |